# Оротук
Оротук (рос. Оротук) — село в Тенькинському районі Магаданської області.
Населення — 46 осіб (2010).

## Географія
Географічні координати: 62°6' пн. ш. 148°28' сх. д. Часовий пояс — UTC+10.
Відстань до районного центру, селища Усть-Омчуг, становить 209 км, а до обласного центру — 473 км. Через село протікає річка Колима.

## Історія
Назва села походить від якутського өртөх — «випалений».

## Населення
За даними перепису населення 2010 року на території села проживало 46 осіб. Частка чоловіків у населенні складала 50% або 23 особи, жінок — 50% або 23 особи.